# Marie Mennessier-Nodier
Pour les articles homonymes, voir Mennessier.
Marie-Antoinette-Élisabeth Nodier, née le 26 avril 1811 à Quintigny (Jura) et morte à Fontenay-aux-Roses le 1er novembre 1893, est une femme de lettres française.

## Biographie

### Enfance et formation
Fille unique de Charles Nodier et Désirée Charve, 
Marie Nodier est formée par son père qui fait d'elle une jeune fille cultivée et brillante. Quand Nodier est nommé bibliothécaire à l'Arsenal, et qu'il commence à recevoir la nouvelle génération romantique, Marie Nodier se distingue par son entrain et son esprit. Elle est admirée et courtisée par plus d'un poète. C'est à elle qu'est dédié le fameux sonnet de Félix Arvers Sonnet d'Arvers . En 1843, Alfred de Musset lui envoie ce poème : 
– Je vous ai vue enfant, maintenant que j’y pense,

Fraîche comme une rose et le cœur dans les yeux.

– Je vous ai vu bambin, boudeur et paresseux, 

Vous aimiez Paul Foucher, les grands vers et la danse. 

Ainsi nous revenaient les jours de notre enfance 

Et nous parlions déjà le langage des vieux. 

Ce jeune souvenir riait entre nous deux 

Léger comme un écho, gai comme l’espérance. 

Le lâche craint le temps parce qu’il fait mourir, 

Il croit son mur gâté lorsqu’une fleur y pousse.  

Ô voyageur ami, père du souvenir !    

C’est ta main consolante, et si sage, et si douce 

Qui consacre à jamais un pas fait sur la mousse, 

Le hochet d’un enfant, un regard, un soupir.
Femme de lettres, elle écrit des vers, des nouvelles et des contes qu'elle publie dans des revues ou des recueils collectifs. Ceux-ci sont rassemblés en recueils dans deux numéros des Cahiers d'études nodiéristes, datant de 2019 et 2020. Son texte le plus connu reste cependant l'ouvrage biographique qu'elle écrit sur son père : Charles Nodier, épisodes et souvenirs de sa vie (1867). 

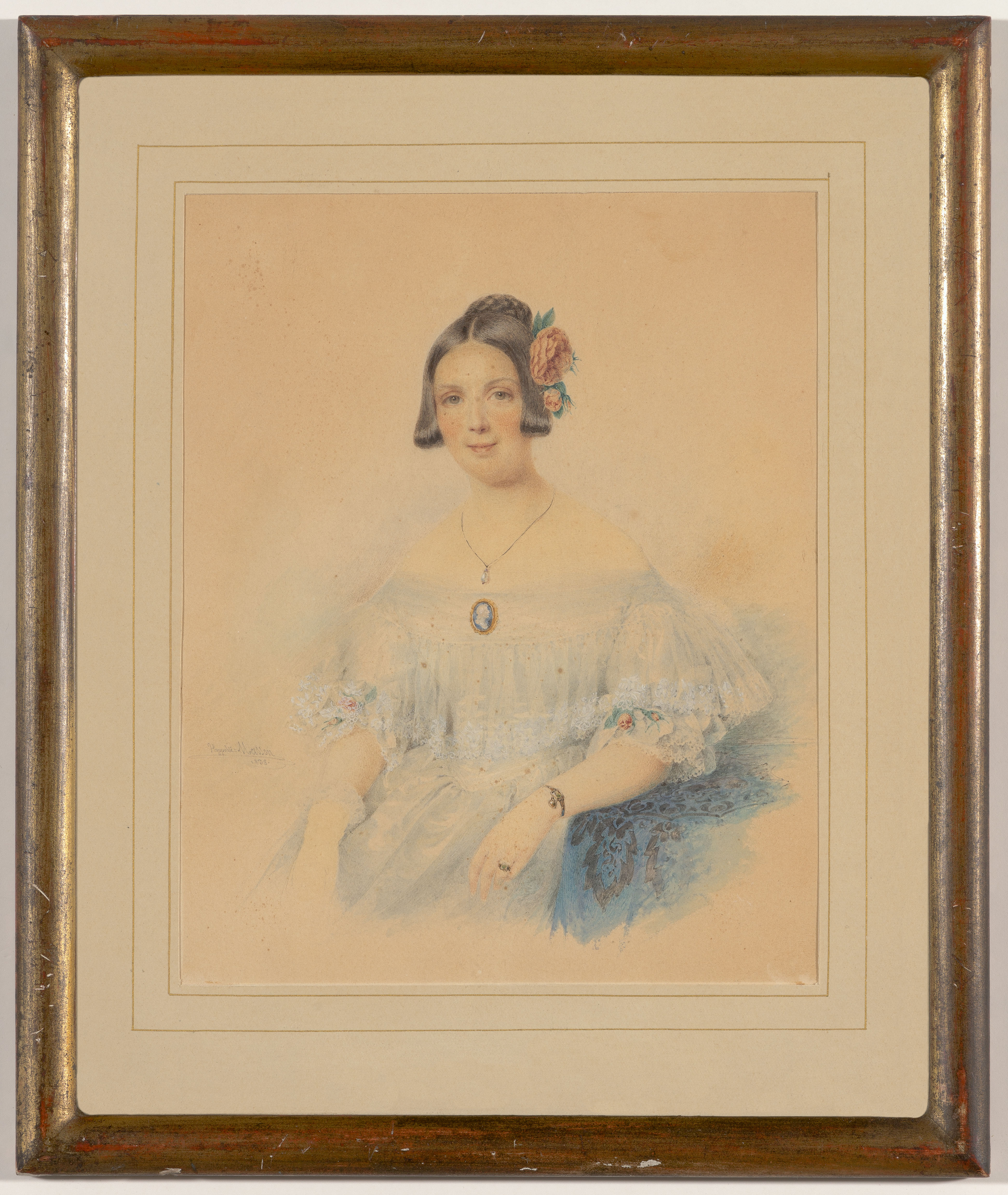
Hyppolyte Masson, portrait de Marie Mennessier-Nodier, 1838. Coll. Mennessier-Nodier.

Elle épouse Jules Mennessier le 17 février 1830. Le couple continue de résider à l'Arsenal jusqu'à la mort de Nodier (janvier 1844). Il naît quatre enfants de cette union : Georgette en 1832, Emmanuel en 1836, puis deux autres filles, Thècle en 1839 et Marie-Victoire en 1842. En septembre 1844, une ordonnance royale autorise le couple et leurs enfants à porter le nom de Mennessier-Nodier. La même année, ils partent en province où Jules fera carrière comme receveur particulier des finances : Château-Chinon (1844-1848), Saint-Pol-sur-Ternoise (1849-1853), Pont-Audemer (1853-1871). Jules est à la retraite en 1869. Le couple réside ensuite à Nonant-le-Pin (1871-1874) puis à Fontenay-aux-Roses. Jules y meurt en 1877 et Marie en 1893. Elle est inhumée au cimetière de Fontenay-aux-Roses.

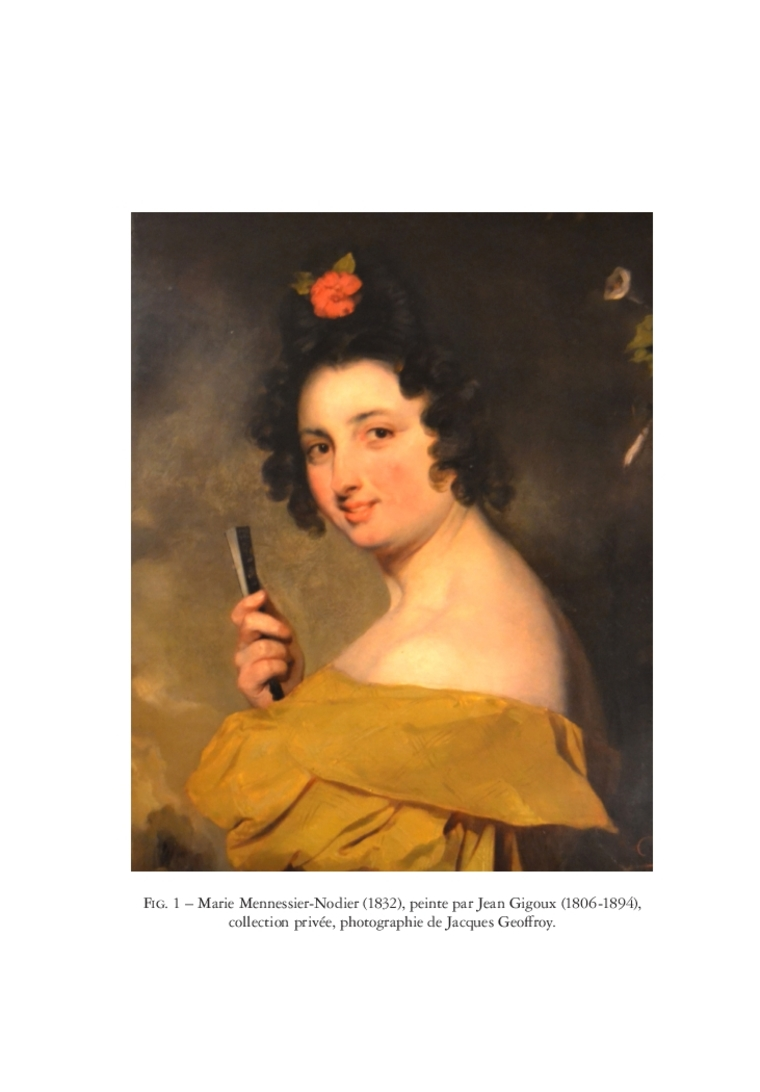

## Œuvres
- Sonnet à Mélanie Gaume  1er juillet 1830
- Mélodies romantiques, Paris Troupenas, 1831.
- La Perce-Neige, Choix de morceaux de poésie moderne recueillis et publiés par Marie Nodier-Mennessier, Heideloff & Campé, 1836.
- Dors, ma belle Ange ! Chansonnette, paroles de Mme Marie Ménessier-Nodier, musique d'Hip. Mareschal, Verdun, Laurent, 1842.
- Charles Nodier : Épisodes et Souvenirs de sa vie, Paris, Didier 1867.Lire en ligne
- Lettres d'une hirondelle à une serine élevée au Couvent des oiseaux, dans Scènes de la vie privée et publique des animaux, Tome 2, Paris, Hetzel 1842. Ouvrage collectif[4] ; et dans Monsieur le vent et Madame la pluie, de Paul de Musset, Marie Mennessier Nodier et  Charles Nodier
- Bibliographie complète data BNF.
- Récits et Nouvelles publiés dans Cahiers d'études nodiéristes, n° 7, Classiques Garnier, 2019.
- Vers et Proses publiés dans Cahiers d'études nodiéristes, hors série, Classiques Garnier, 2020.

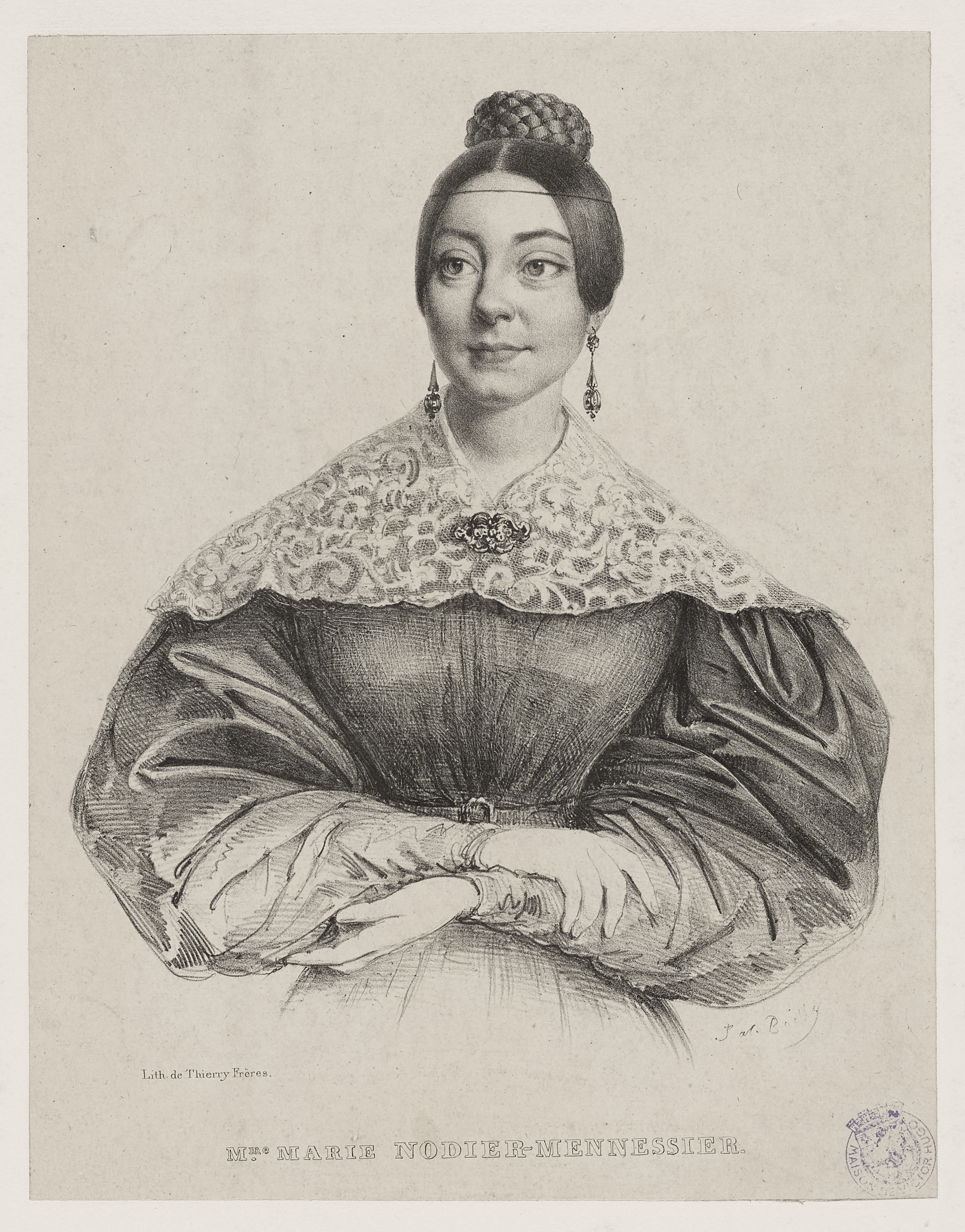
Lithographie par Julien Léopold Bouilly à Paris

- Lithographie par Julien Léopold Bouilly à ParisLettres de Paris (Feuilleton de la Gazette de Metz) publiées dans Cahiers d'études nodiéristes, hors série, Classiques Garnier, 2021.

## Marie Mennessier-Nodier épistolière
- Lettres de Victor et Adèle Hugo, 26 décembre, à Marie Mennessier-Nodier (f. 44), 1169-86 ; 13 l. a. s. de Marie Mennessier-Nodier, 1840-1874, à Jules Janin, avec divers documents sur Janin et Nodier (f. 45-64), 3 l. a. s., s. d. à Amable Tastu (f. 65-67), 896-77 ; 1 l. a. s., 1867, à Paul de Musset (f. 68), à Emma, s. d. (f. 69), et à 2 correspondantes non identifiés (f. 70-71), 1977-5107 et 3888-78[5]
- Lettres de, et à, Victor Hugo[6]
- Correspondance I (1821-1848), Classiques Garnier, 2019.
- Correspondance II (1849-1892), Classiques Garnier, 2020.
- Correspondance III (Lettres à Marie), Classiques Garnier, 2021.